# Bambuqueros
O Bambuqueros é um clube esportivo de basquetebol da Colômbia, sediado em Neiva. Em 2013, conquistou o primeiro título da liga profissional colombiana e em 2014, tornou-se o primeiro time colombiano a disputar a FIBA Liga das Américas.